# 스쿼럴걸

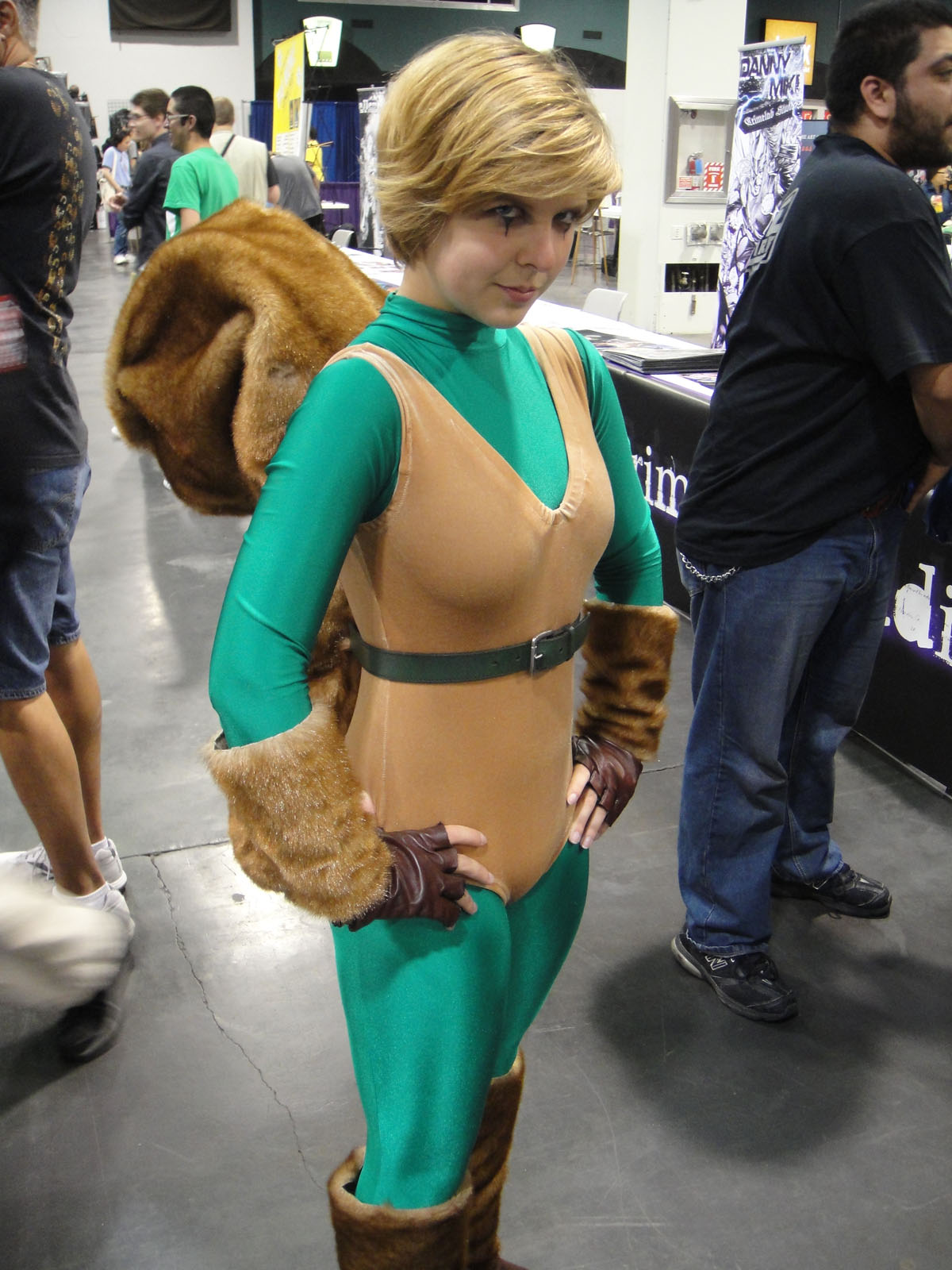

스쿼럴걸(영어: Squirrel Girl)은 마블 코믹스의 슈퍼히어로이다. 다람쥐와 교감하고 다람쥐의 파워를 가졌으며 이 능력으로 닥터 둠, 타노스, 만다린, 울버린 등을 쓰러뜨렸다. 이름은 도린 그린(Doreen Green)이다. 1992년 1월 《마블 슈퍼 히어로즈》 8호에 처음 등장했고, 윌 머리와 스티브 딧코가 공동 창작하였다.

## 담당 배우

### TV 드라마
- 뉴 워리어즈(2018) - 밀라나 바인트루브

## 담당 성우

### TV 애니메이션
- 판타스틱 포: 세계 최고의 영웅들(2005) - 리베카 쇼이킷
- 얼티밋 스파이더맨(2012) - 미스티 리

### 비디오 게임
- 마블 히어로즈(2013) - 타라 스트롱
- 레고 마블 슈퍼 히어로즈(2013) - 타라 스트롱
  - 레고 마블 어벤저스(2016) - 미스티 리